# Хърватски национален театър (Осиек)
Хърватският национален театър в Осиек (на хърватски: Hrvatsko narodno kazalište u Osijeku), известен също с абревиатурата HNK Osijek, е един от четирите хърватски театри, обявени за национални. Значим градски и регионален (за областта Славония) културен център.

## История
През 1735 г. е изнесено първото в Осиек театрално представление в местната класическа гимназия, тъй като по това време градът все още не разполага с отделна сграда. В продължение на няколко десетилетия след това в Осиек гастролират предимно германски театрални трупи.
На 31 декември 1866 г. гражданите на Осиек присъстват на тържественото откриване на сградата на театъра. Тя е проектирана от Карло Клауснер. През 1907 г. е разширена и довършена в стил барок. През пролетта на същата 1907 г. е основано и сдружение за създаване на постоянен хърватски театър, чиято цел е да привлече изявени театрални дейци в града и да подпомага с всички сили театралния живот. Това сдружение получава подкрепата на влиятелни местни първенци и не след дълго за първи мениджър на театъра е назначен Никола Андрич.
Около месец преди честването на 125-годишнината на театъра на 27 ноември 1985 г. сградата е официално открита след основен ремонт.
По време на Хърватската война за независимост през 1991 г. сградата пострадва сериозно при ракетен обстрел на сърбите. По-късно се извършват възстановителни работи по нея и на 27 декември 1994 г. е тържествено открита. На събитието присъства тогавашният президент на страната Франьо Туджман.
Тетърът днес има петнадесет постоянни заглавия в репертоара си. Провежда различни културни прояви като Юнски оперни нощи, новогодишни концерти, Дни на отворените врати и др.